# Chris Wallace (informático teórico)
Christopher Stewart "Chris" Wallace (26 de octubre de 1933 - 7 de agosto de 2004) fue un informático teórico y físico australiano.
Wallace es notable por haber ideado:
- El principio de longitud de mensaje mínimo (Wallace y Boulton, 1968, WB1968) — un principio sobre la teoría de la información en estadística, econometría, aprendizaje automático, razonamiento inductivo y descubrimiento del conocimiento, que pueden ser vistos como la formalización matemática del principio de la navaja de Occam y como un método bayesiano invariable de selección de modelo y valoración de puntos.
- La forma del árbol de Wallace de multiplicador binario (1964).
- Una variedad de generadores de número aleatorios.[1][2]
- Una teoría en física y filosofía, acerca de que la entropía no es la flecha de tiempo.
- Un sistema de refrigeración (de los años 1950, cuyo diseño sigue en uso en 2010).
- Hardware para detectar y contar rayos cósmicos.
- Diseño de sistemas operativos de ordenador.
- La idea de probabilidad de universalidad en lógica matemática.
- Un amplio rango de otras ideas. Véase «Christopher Stewart WALLACE (1933-2004) memorial special issue». Computer Journal 51 (5): 523-607. 5 de septiembre de 2008. doi:10.1093/comjnl/bxm117. Y su ``Prefacio re C. S. Wallace  , pp 523-560.

Fue nombrado Presidente de la Fundación de Ciencias de la Información en la Universidad de Monash en 1968 a la edad de 34 años (antes de que el Departamento fuera renombrado más tarde como Computer Science), y profesor Emérito en 1996. Wallace fue miembro de la Sociedad de Computación de Australia y en 1995 fue nombrado miembro de la ACM "Para la investigación en varias áreas de Ciencias de la Computación, incluido el algoritmo de multiplicación rápida, el principio de longitud mínima del mensaje y sus aplicaciones, generación de números aleatorios, arquitectura de computadora, solución numérica de EDO y contribución a la Ciencia de la Computación de Australia".
Wallace recibió su doctorado (en física) por la Universidad de Sídney en 1959. Estaba casado con Judy Ogilvie, la primera secretaria y bibliotecaria de programas de SILLIAC, que se lanzó el 12 de septiembre de 1956 en la Universidad de Sídney  y que fue una de las primeras computadoras de Australia. También diseñó una de las primeras redes de área local del mundo a mediados de la década de 1960.